# Sidonia Jędrzejewska
Sidonia Elżbieta Jędrzejewska (ur. 5 listopada 1975 w Krakowie) – polska polityk i urzędniczka państwowa, w latach 2008–2009 podsekretarz stanu w Urzędzie Komitetu Integracji Europejskiej, w latach 2009–2014 posłanka do Parlamentu Europejskiego VII kadencji.

## Życiorys
Ukończyła studia z zakresu socjologii na Uniwersytecie im. Adama Mickiewicza w Poznaniu. Od 1999 do 2003 była doktorantką Instytutu Filozofii i Socjologii Polskiej Akademii Nauk. Uzyskała m.in. stypendium DAAD i Fundacji im. Stefana Batorego.
Od połowy lat 90. działała w Stowarzyszeniu „Młodzi Demokraci”. Od 1999 do 2003 była wiceprzewodniczącą młodzieżówki Europejskiej Partii Ludowej, a od 2000 do 2002 – wiceprzewodniczącą Europejskiego Forum Młodzieży z siedzibą w Brukseli.
Pracowała jako administratorka w sekretariacie Komisji Budżetowej Parlamentu Europejskiego i asystent naukowy na Central European University w Budapeszcie. W 2006 została doradcą ds. budżetu Unii Europejskiej frakcji Europejskiej Partii Ludowej – Europejskich Demokratów w PE. Od stycznia 2008 do czerwca 2009 pełniła funkcję podsekretarza stanu w Urzędzie Komitetu Integracji Europejskiej.
W 2001 wstąpiła do Platformy Obywatelskiej. W wyborach do Parlamentu Europejskiego w 2004 kandydowała  bez powodzenia, a w wyborach w 2009 została eurodeputowaną, kandydując z 2. miejsca listy PO w okręgu poznańskim i otrzymując 64 944 głosy. W PE przystąpiła do frakcji Europejskiej Partii Ludowej. Została członkinią Komisji Budżetowej (BUDG) oraz delegacji do spraw stosunków ze Szwajcarią i Norwegią, do wspólnej komisji parlamentarnej UE-Islandia oraz do wspólnej komisji parlamentarnej Europejskiego Obszaru Gospodarczego (DEEA). W 2010 i 2011 była generalnym sprawozdawcą PE ds. budżetu UE. W 2012 objęła funkcję zastępcy koordynatora Europejskiej Partii Ludowej w Komisji Budżetowej PE.
W 2010 tygodnik „Polityka” wyróżnił ją tytułem „najlepszy debiut” w Parlamencie Europejskim, a w 2013 na podstawie rankingu przeprowadzonego wśród polskich dziennikarzy uznał ją za „najlepszego polskiego europosła” (obok Konrada Szymańskiego). W kolejnym rankingu „Polityki” przeprowadzonym wśród samych europosłów w 2014 zajęła trzecie miejsce. W tym samym roku nie ubiegała się o reelekcję.

## Odznaczenia
W 2014 została odznaczona Złotym Krzyżem Zasługi.

## Wyniki w wyborach ogólnopolskich
| Wybory | Komitet wyborczy                  | Komitet wyborczy      | Organ                            | Okręg | Wynik        |
| ------ | --------------------------------- | --------------------- | -------------------------------- | ----- | ------------ |
| 2004   |                                   | Platforma Obywatelska | Parlament Europejski VI kadencji | nr 7  | 6784 (1,28%) |
| 2009   | Parlament Europejski VII kadencji | Platforma Obywatelska | 64 944 (10,27%)                  | nr 7  |              |